# Бердонгаров, Танирберген Маратович
Танирберген Маратулы Бердонгар (каз. Тәңірберген Маратұлы Бердоңғаров; 1 марта 1976, Алма-Ата, Казахская ССР, СССР) — казахстанский государственный и политический деятель.

## Биография
Родился 1 марта 1976 года в г. Алма-Ата. Происходит из рода кызыл-борик племени албан.
В 1999 году окончил Алматинский государственный университет им. Абая по специальности юрист Международное право (диплом с отличием).
Аспирант Казахского Государственного Национального университета по специальности «Социальная философия», тема диссертационной работы: «Идеология молодежи».

## Трудовая деятельность
С 1994 по 1997 годы — журналист, главный редактор редакции молодежных программ ТРК «31 канал».
С 1997 по 1999 годы — генеральный директор ТОО «Х-телевижн».
В 1999 года — актёр телесериалов «Перекресток», «Детки» Агентства «Хабар» и др.
С 1994 по 2001 годы — руководитель молодежного проекта «Звездопад.kz», ТРК «Шахар».
В 2001 года — первый заместитель председателя Республиканского Совета Молодежного крыла «Жас Отан», руководитель Республиканского штаба Молодежного крыла «Жас Отан».
В 2012 года — советник Председателя Агентства по делам спорта и физической культуры Республики Казахстан.
С июнь 2016 года — советник по туризму Министра по инвестициям и развитию РК.
Прочие должности:
Руководитель штаба ССО г. Алма-Ата.
Член Совета молодёжи при акиме г. Алма-Ата.
Руководитель Республиканского штаба «Жас Отан», Советник Председателя партии «Отан» по вопросам молодежной политики, 1-й Заместитель председателя Республиканского совета Молодежного крыла РПП «Отан», Председатель Республиканского Совета Молодежного крыла «Жас Отан» НДП «Нур Отан» (с 1999 года).
Член Совета по делам молодёжи при Правительстве Республики Казахстан.
С сентябрь 2017 года — Президент объединения юридических лиц «Гражданский Альянс Казахстана».

## Выборные должности, депутатство
С 19 сентября 2004 года по 20 июня 2007 года — Депутат Мажилиса Парламента Республики Казахстан ІІІ созыва, от НДП «Нур Отан», Член Комитета по вопросам экологии и природопользованию Мажилиса Парламента Республики Казахстан.
С 27 августа 2007 года по 16 ноября 2011 года — Депутат Мажилиса Парламента Республики Казахстан ІV созыва, Член Комитета по вопросам экологии и природопользованию.
С 27 ноября 2013 года по 20 января 2016 года — Депутат Мажилиса Парламента Республики Казахстан V созыва, Член Комитета по вопросам экологии и природопользованию.

## Семья
Женат, 4 (четверо) детей.

## Награды
- 2005 — Медаль «10 лет Конституции Республики Казахстан»
- 2006 — Медаль «10 лет Парламенту Республики Казахстан»
- 2007 — Юбилейная медаль «Қазақстан Республикасының Ішкі істер министрлігіне 15 жыл»
- 2008 — Медаль «10 лет Астане»
- 2011 — Медаль «20 лет независимости Республики Казахстан»
- 2015 — Медаль «20 лет Конституции Республики Казахстан»
- 2015 — Награждён Почетной грамотой Республики Казахстан (3 декабря 2015 года)[2]
- 2018 — Юбилейная медаль «20 лет Астане»
- Благодарность за подписью Президента РК Н. А. Назарбаева «За работу в общественном штабе по поддержке кандидата в президенты Республики Казахстан» и др.
- 2018 — Лауреат премии акима города Астаны (28 февраля)[3]